# تشيونغ كونغ القابضة
شركة تشيونغ كونغ القابضة ( بالإنجليزية : Cheung Kong (Holdings) Limited ، كانت تكتل متعدد الجنسيات ، مقرها في هونغ كونغ . كانت واحدة من التكتلات الرائدة متعددة الجنسيات في هونغ كونغ.
رئيس تشيونغ كونغ القابضة هو Li Ka Shing، في حين أن نجله الأكبر ، Victor Li ، هو العضو المنتدب ونائب الرئيس. أسس Li Ka Shing شركة تشيونغ كونغ للصناعات في عام 1950 كشركة مصنعة للبلاستيك. تحت قيادته ، نمت الشركة بسرعة وتطورت في النهاية إلى شركة استثمار عقاري. تأسست تشيونغ كونغ القابضة في عام 1971. 
كانت مجموعة تشيونغ كونغ القابضة واحدة من أكبر مطوري العقارات السكنية والمكاتب والتجزئة والصناعية والفندقية في هونغ كونغ. مع تاريخها الطويل من الخبرة في مجال التطوير العقاري والعقارات السكنية ، قامت تشيونغ كونغ القابضة ببناء العديد من المباني والمجمعات البارزة في هونغ كونغ.

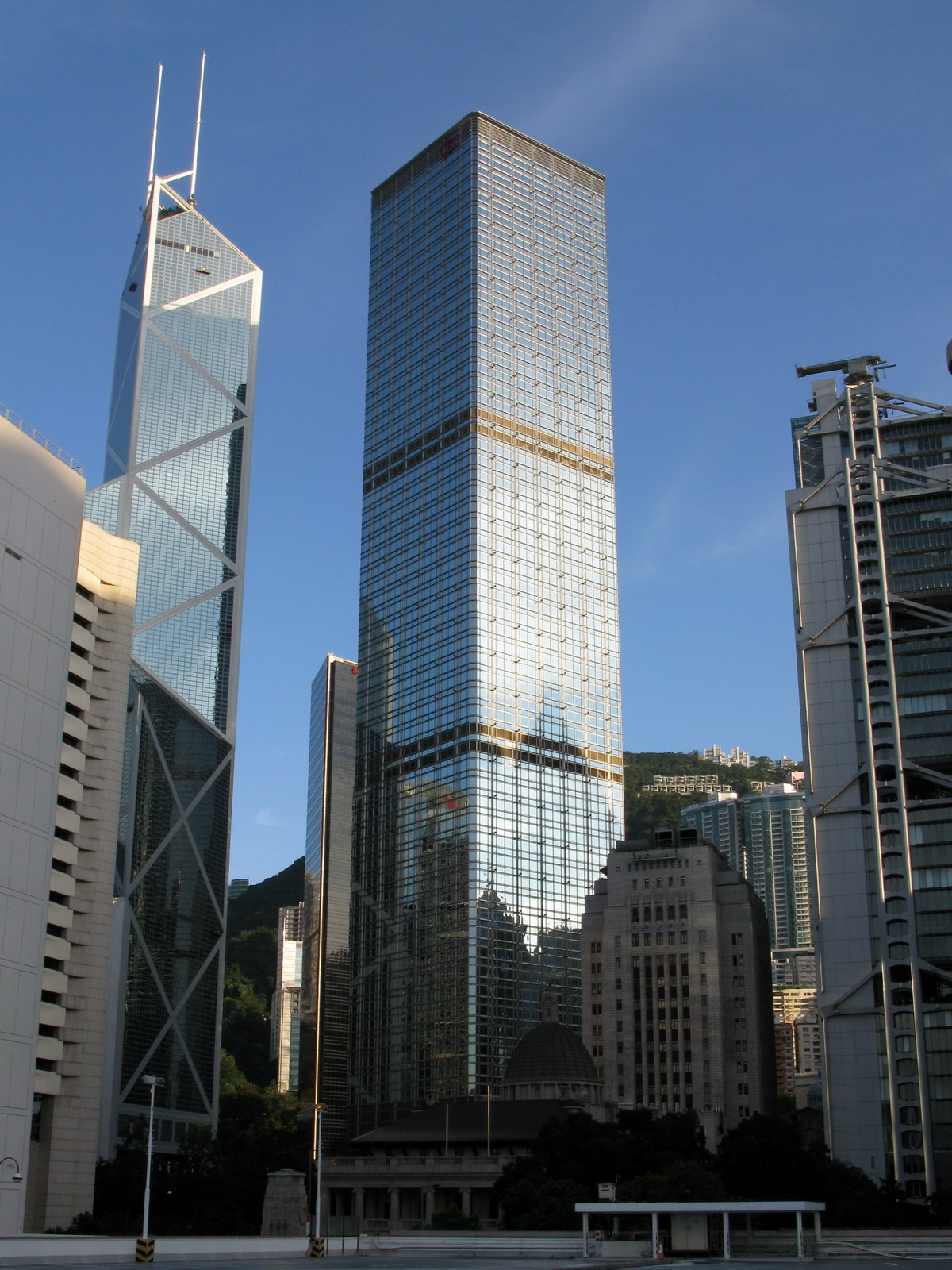
المقر الرئيسي في مركز تشونغ كونغ

- قائمة الشركات الصينية
- الجيل الثالث

## روابط خارجية
- الموقع الرسمي